# Cholesterol
Cholesterol je steroidní látka přítomná v lidském těle i v těle mnoha dalších živočichů (jako je hmyz, korýši či někteří měkkýši), výjimečně i u dalších organismů (např. u některých jednoduchých hub nebo u mykobakterií, v menším zastoupení i u rostlin).
Cholesterol je zásadní pro tvorbu žluči sloužící k trávení tuků, je také důležitý při tvorbě buněčných membrán. Je potřeba pro tvorbu hormonů a vitamínu D. Příliš vysoká koncentrace v krvi však nese pro organismus zdravotní rizika, především onemocnění srdce.

## Cholesterol v lidském těle
Cholesterol je látka steroidní povahy, která je součástí každé naší buňky. Je důležitou stavební jednotkou nervů a některých hormonů. Většinu si ho organismus vyrábí sám, část pak přijímáme ve stravě. Jeho příjem ve stravě zvyšuje hladinu LDL v krvi, což vede k ateroskleróze.
Podle vzniku se rozlišuje cholesterol:
- exogenní – vnější (čili z potravy)
- endogenní – vnitřní (ten si tělo vyrábí samo)

### Příjem
Doporučený maximální příjem cholesterolu u nesportující populace by neměl překračovat 300 mg denně (například 1,5 vejce). Sportovci však kvůli většímu energetickému příjmu souvisejícímu s větším množstvím zkonzumované potravy nutně musí přijímat větší množství cholesterolu a snadno tak – pokud nejsou vegetariáni – překročí uvedený limit. Endogenní tvorba cholesterolu, stejně jako jeho denní potřeba je do značné míry individuální.
U zdravých a aktivních jedinců působí i zpětná vazba, která při dostatečném příjmu cholesterolu potravou snižuje jeho produkci v játrech.

### Syntéza
Syntézu začíná acetyl-CoA, který je převeden na acetoacetyl-CoA. Následně díky enzymům thioláze a HMG-CoA syntáze vzniká meziprodukt hydroxymethylglutaryl-CoA. Následná syntéza proběhne přes mevalonát, který je fosforylován na 5-difosfomevalonát. Dále pak dochází k dekarboxylaci a vznikají 2 produkty v rovnováze - isopentenyldifosfát a dimethylallylfosfát, které kondenzují a vzniká geranylfosfát. Dále syntéza prochází přes farnesyldifosfát, skvalen, 2,3-epoxyskvalen, lanosterol (který je považován za hlavní prekurzor cholesterolu) a následnými 19 kroky se ztrátou 3 methylových skupin vzniká cholesterol.

### Transport v krvi
Cholesterol je součástí lipoproteinů, které transportují lipidy krví.
Existují tři hlavní třídy lipoproteinů podle hustoty:
- vysokodenzitní lipoprotein (HDL) – tvoří jej shluky velikosti zhruba 10 nm obsahující převážně apolipoprotein A1 uvolňující cholesterol do jater, vysoký podíl cholesterolu v séru vázaný v HDL je známkou dobré schopnosti vyloučit nadbytečný cholesterol z organismu
- nízkodenzitní lipoprotein (LDL) – vzniká v játrech (velikost okolo 20 nm), obsahují apolipoprotein B odpovědný za ukládání cholesterolu, hlavně ve VLDL jako důsledek štěpení jejich triglyceridů, vážou se na membránový receptor
- velmi nízkodenzitní lipoprotein (VLDL) – lipoprotein (velikosti 30 až 80 nm) o velmi nízké hustotě, syntetizuje se v játrech a část ve střevech, má velký náklad TG (triglyceridů) a nejmenší množství apolipoproteinů.

## Patologie

### Hladina cholesterolu v krvi
V této souvislosti pojem cholesterol označuje lipoproteiny. Doporučená hladina celkového cholesterolu (cholesterolemie) v krvi je do 5,00 mmol/l (milimolů na litr). Hladina od 5,01 do 6,5 mmol/l je označována za zvýšenou. Lidé s touto hladinou cholesterolu by si měli více všímat svého jídelníčku a upravit svůj životní styl. Nad 6,5 mmol/l je hladina označována jako riziková. Lidem s takto vysokým cholesterolem hrozí větší riziko vzniku srdečně-cévních onemocnění, proto by měli být v péči lékaře.
V případě zvýšené hodnoty je důležité znát nejen svůj celkový cholesterol, ale také hladinu „hodného“ HDL a „zlého“ LDL cholesterolu v krvi. Zvýšená hladina LDL cholesterolu (nad 3 mmol/l) totiž způsobuje usazování nadbytečného cholesterolu v cévních stěnách, kde tvoří sklerotické pláty. Tím cévy ztrácejí pružnost a zužuje se prostor pro průtok krve. HDL cholesterol má naopak ochrannou funkci, neboť krev zbavuje nadbytečného cholesterolu (odvádí ho zpět do jater, kde je metabolizován). Ale zvyšování jeho hladiny pomocí léků zdraví spíše neprospívá. Je také více typů HDL.
Při zvýšené hladině cholesterolu je třeba upravit životosprávu a dodržováním zásad zdravého životního stylu se snažit o její snížení. Častým mýtem je přesvědčení, že je třeba hlídat pouze příjem cholesterolu. Denně bychom proto měli ve stravě přijmout max. 300 mg cholesterolu, v případě, že máme zvýšenou hladinu cholesterolu pak maximálně 200 mg denně. Ještě důležitější je ale zaměřit se na složení tuků, protože nevhodné tuky ovlivňují hladinu LDL cholesterolu v krvi.

### Rizika
Zvýšený cholesterol je jedním z významných rizikových faktorů srdečně-cévních onemocnění (tato onemocnění způsobují více než 50 % všech úmrtí v ČR). Problém zvýšené hladiny cholesterolu se přitom týká téměř 70 % dospělé české populace (Studie Post-Monica, IKEM, 2000-2001). Onemocnění charakteristické zvýšenou hladinou cholesterolu v krvi se nazývá hyperlipidemie neboli hyperlipoprotenie (HLP). Jednou z dalších život ohrožujících onemocnění je familiární hypercholesterolemie, která je charakteristická částečnou nebo úplnou absencí receptorů pro LDL částice.
Může být:
- primární (familiární, čili geneticky podmíněná)
- sekundární (získaná, lze ji tedy odstranit)

Konzumace 600 mg cholesterolu denně zvyšuje riziko smrti o 18 %.
Na základě meta-analýzy studií, které se zabývaly problematikou příjmu cholesterolu z vajec nebyla prokázána spojitost mezi příjmem cholesterolu z vajec a zvýšeným rizikem onemocnění srdce a srdečního oběhu.
Dokonce byla zjištěna klesající tendence výskytu onemocnění srdce a srdečního oběhu při příjmu 1 vejce denně.